# Пять женщин для убийцы
«Пять женщин для убийцы» (итал. 5 donne per l'assassino) — франко-итальянский триллер 1974 года режиссёра Стельвио Масси.

## Сюжет
Доктор Джорджи Пизани после очередного рабочего дня возвращается домой и обнаруживает, что его супруга и ребёнок убиты. Вскоре в округе начинают совершаться и другие убийства. Подозрение полицейских падает на самого врача. В это же время Пизани узнаёт, что является бесплодным. С намерением найти убийцы своей семьи и развеять в отношении себя подозрения, Пизани начинает производить своё собственное расследование.

## В ролях
- Френсис Мэтьюз — Джорджи Пизани
- Паскаль Риво — доктор Лидия Франци
- Джорджо Альбертацци — профессор Альдо Бетти
- Ховард Росс — полицейский инспектор
- Катя Кристин — Альба Галли